# Port Royal (album)
Port Royal – czwarty studyjny album niemieckiej grupy Running Wild. Na albumie znajduje się 11 utworów.

## Lista utworów
1. "Intro" (Rolf Kasparek / Jens Becker / Majk Moti) – 0:49
2. "Port Royal" (Rolf Kasparek) – 4:12
3. "Raging Fire" (Rolf Kasparek - Rolf Kasparek / Stefan Schwarzmann / Majk Moti) – 3:28
4. "Into the Arena" (Majk Moti) – 3:59
5. "Uaschitschun" (Rolf Kasparek) – 4:53
6. "Final Gates" (Jens Becker) – 2:59
7. "Conquistadores" (Rolf Kasparek) – 4:49
8. "Blown to Kingdom Come" (Majk Moti) – 3:19
9. "Warchild" (Rolf Kasparek - Rolf Kasparek / Stefan Schwarzmann) – 3:00
10. "Mutiny" (Rolf Kasparek - Rolf Kasparek / Stefan Schwarzmann) – 4:27
11. "Calico Jack" (Rolf Kasparek / Majk Moti - Rolf Kasparek / Stefan Schwarzmann / Majk Moti) – 8:14

## Twórcy
- Rolf Kasparek - wokal, gitara elektryczna
- Michael Kupper - gitara elektryczna
- Jens Becker - gitara basowa
- Stefan Schwarzmann - perkusja